# 483 v.Chr.
Het jaar 483 v.Chr. is een jaartal volgens de christelijke jaartelling.

## Gebeurtenissen

### Griekenland
- Koning Xerxes I laat een kanaal graven op het schiereiland Athos.
- Bij Athene wordt een rijke zilverader ontdekt, Themistocles overtuigt de Atheners ervan de opbrengst van de zilvermijn te gebruiken voor de opbouw van de Atheense vloot.